# Alvise Mocenigo (ammiraglio)

Stemma Mocenigo

Alvise Mocenigo, detto Leonardo (Venezia, 20 marzo 1583 – Venezia, 2 dicembre 1654), è stato un politico e ammiraglio italiano della Repubblica di Venezia.

## Biografia

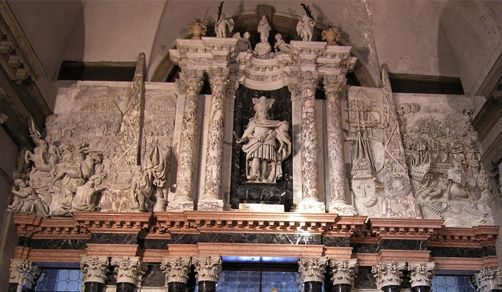
Monumento ad Alvise Mocenigo nella chiesa di San Lazzaro dei Mendicanti: al centro Alvise Mocenigo; alla sua sinistra un rilievo della battaglia per la riconquista dell'isola di Creta, per 22 anni assediata dai Turchi; il rilievo a destra mostra la battaglia navale di Paros.

Tra i molti incarichi civili e militari ricoperti, spiccano la sua nomina, nel marzo 1648, a procuratore di San Marco de supra ed a capitano generale da Mar il maggio successivo; riconfermato una seconda volta nel dicembre 1653.
Protagonista della guerra di Candia contro i turchi nel 1648-51 e 1653-4, il suo comportamento nella vittoria di Nasso e Paros venne indicato come esempio di eroismo nei decenni successivi (anche se le fonti manoscritte sono chiare in proposito: gran parte del merito della vittoria deve essere arrogato all'ancora sconosciuto Francesco Morosini).
Ricoverato sulla galea di Barbaro Badoer, morì il 2 dicembre 1654 tra il cordoglio dei veneziani e del nemico, che in segno di rispetto alzò le insegne del lutto.
Trasportato a Venezia, ebbe solenni funerali e fu celebrato come eroe, quindi sepolto nell'arca di famiglia nella basilica dei Santi Giovanni e Paolo.